# Skolegård
En skolegård er et udendørsareal knyttet til en skole.
Den indeholder typisk legeplads, boldbane, multibaner m.v.